# Industrie automobile en Allemagne
L'industrie automobile en Allemagne est l'un des plus grands employeurs du pays, avec une main-d'œuvre de près de 857 000 personnes (2016) travaillant dans cette industrie.

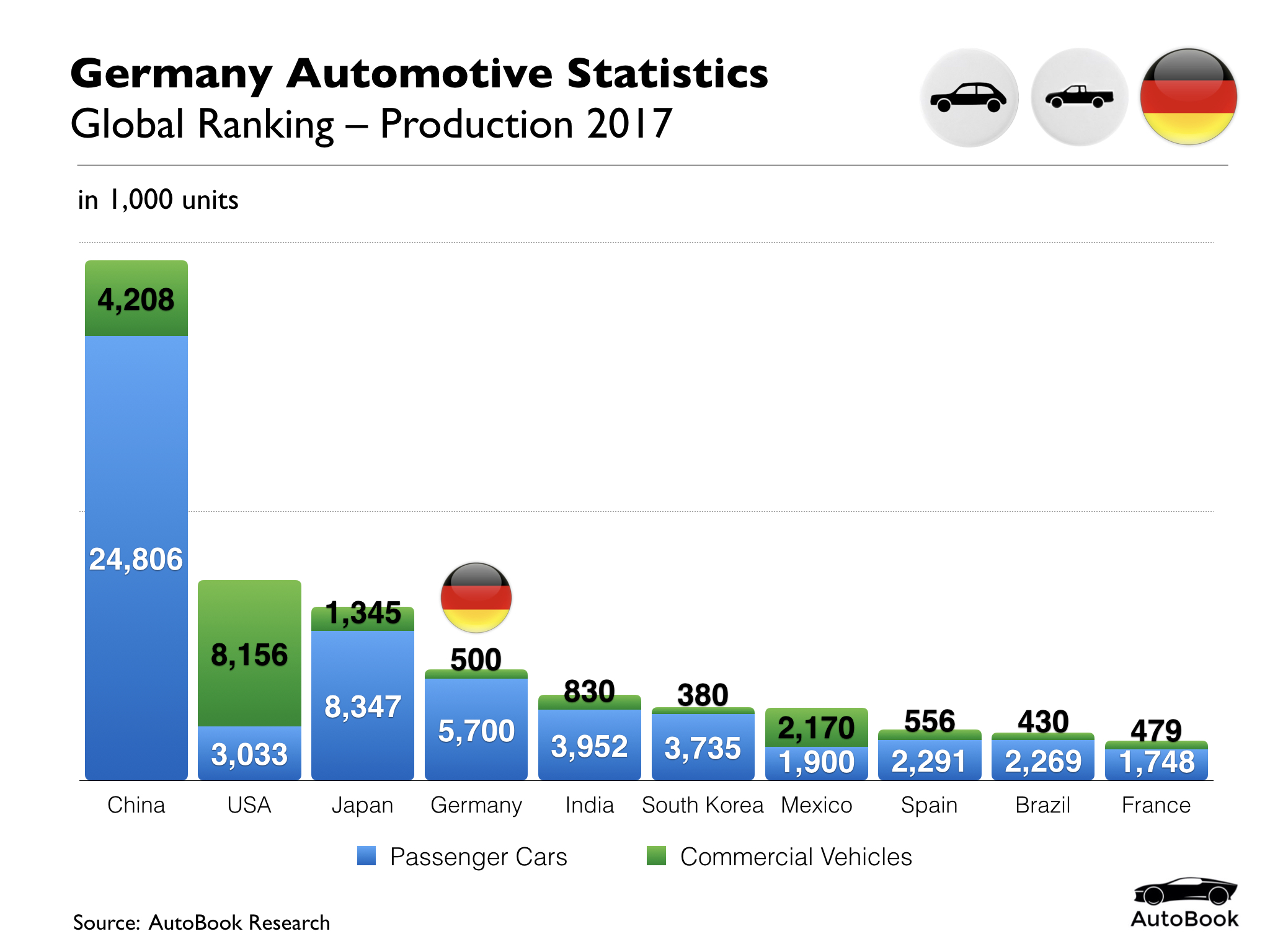
Production automobile allemande en 2017.

Berceau de la voiture moderne, l'industrie automobile allemande est considérée comme la plus compétitive et la plus innovante au monde, et possède la troisième production automobile la plus élevée au monde, et la quatrième production totale de véhicules à moteur. Avec une production annuelle de près de six millions et une part de 31,5 % de l'Union européenne (en 2017), les voitures de conception allemande ont remporté les trophées et prix de la voiture européenne de l'année, de la voiture internationale de l'année (en), de la voiture mondiale de l'année (en) régulièrement. De plus, la Volkswagen Coccinelle et la Porsche 911 ont pris les 4e et 5e places du prix de la voiture du siècle.
De nombreux groupes automobiles notables sont allemands, comme Volkswagen, Mercedes-Benz ou le Groupe BMW.

## Véhicules électriques
La vente de véhicules électriques n'a augmenté que de 11% en Allemagne en 2023, alors que l'augmentation était de 36% en moyenne en Europe. Alors que la fin de la vente des véhicules thermiques est prévue pour 2035, l'Allemagne a obtenu un sursis pour les véhicules utilisant un carburant de synthèse.